# Lancer du poids féminin aux Jeux olympiques d'été de 2008
Navigation
Athènes 2004 Londres 2012
Le concours du lancer du poids féminin aux Jeux olympiques de 2008 s'est déroulée le 16 août dans le Stade national de Pékin. La compétition est remportée par la Néo-Zélandaise Valerie Vili avec un jet à 20,56 m. La Biélorusse Natallia Mikhnevich, initialement 2e, est disqualifiée pour dopage le 25 novembre 2016 alors que sa compatriote Nadzeya Ostapchuk, troisième du concours est également disqualifiée pour dopage. Les médailles vacantes reviennent à la Cubaine Misleydis González (argent) et à la Chinoise Gong Lijiao (bronze).
Les limites de qualifications étaient de 18,35 m pour la limite A et de 17,20 m pour la limite B.

## Records
Avant cette compétition, les records dans cette discipline étaient les suivants :
| Record du monde  | 22,63 m | Natalya Lisovskaya | Union soviétique | 7 juin 1987     | Moscou |
| Record olympique | 22,47 m | Ilona Slupianek    | Union soviétique | 24 juillet 1980 | Moscou |

## Médaillées
| Or           | Argent             | Bronze      |
| Valerie Vili | Misleydis González | Gong Lijiao |

## Résultats

### Finale (16 août)
Dès son premier lancer, Valerie Vili la championne du monde en titre, assomme l'opposition en atteignant 20,56 m. 
| Rang | Pays             | Athlète             | Marque        | Essais | Essais | Essais | Essais | Essais | Essais |
| Rang | Pays             | Athlète             | Marque        | 1      | 2      | 3      | 4      | 5      | 6      |
| ---- | ---------------- | ------------------- | ------------- | ------ | ------ | ------ | ------ | ------ | ------ |
| 1    | Nouvelle-Zélande | Valerie Vili        | 20,56 m (ROc) | 20,56  | 20,40  | 20,26  | 20,01  | 20,52  | -      |
| 2    | Cuba             | Misleydis González  | 19,50 m (PB)  | 19,30  | -      | 19,01  | 19,23  | 19,50  | -      |
| 3    | Chine            | Gong Lijiao         | 19,20 m       | 18,45  | 18,75  | 18,90  | 18,92  | 19,04  | 19,20  |
| 4    | Russie           | Anna Omarova        | 19,08 m       | 19,08  | 18,21  | -      | -      | -      | 18,76  |
| 5    | Allemagne        | Nadine Kleinert     | 19,01 m       | 18,30  | 18,68  | 19,01  | 18,99  | -      | 18,81  |
| 6    | Chine            | Li Meiju            | 19,00 m       | 18,68  | 18,99  | 18,74  | -      | 18,85  | 19,00  |
| 7    | Russie           | Olga Ivanova        | 18,44 m       | 17,96  | -      | 18,44  |        |        |        |
| 8    | Cuba             | Mailín Vargas       | 18,28 m       | 18,28  | 17,88  | 17,74  |        |        |        |
| 9    | Allemagne        | Christina Schwanitz | 18,27 m       | -      | 17,96  | 18,27  |        |        |        |
| 10   | États-Unis       | Jillian Camarena    | 18,24 m       | 18,09  | 18,24  | 17,44  |        |        |        |
| 11   | Italie           | Chiara Rosa         | 18,22 m       | 18,22  | 17,98  | -      |        |        |        |
| 12   | Chine            | Li Ling             | 17,94 m       | 17,94  | -      | 17,81  |        |        |        |
| 13   | États-Unis       | Michelle Carter     | 17,74 m       | 16,97  | 17,65  | 17,74  |        |        |        |
| DSQ  | Biélorussie      | Nadzeya Ostapchuk   | 19,86 m       | -      | 18,69  | 18,36  | -      | 19,86  | 19,36  |

### Qualifications (16 août)
35 lanceuses étaient inscrites à ce concours, deux groupes de qualifications ont été formés. La limite de qualifications était fixée à 18,45 m ou au minimum les 12 meilleurs lanceuses.
15 athlètes réussissent la limite de qualifications et participeront à la finale. Tenante du titre, la Cubaine Yumileidi Cumbá avec un seul lancer validé à 17,60 m est éliminée dès ces qualifications.
| Rang | Pays             | Athlète                       | Distance       | Essais | Essais | Essais |
| ---- | ---------------- | ----------------------------- | -------------- | ------ | ------ | ------ |
| 1    | Nouvelle-Zélande | Valerie Vili                  | 19,73 m Q      | 19,73  | -      | -      |
| 2    | Chine            | Meiju Li                      | 19,18 m Q (PB) | 19,18  | -      | -      |
| 3    | Biélorussie      | Natallia Mikhnevich           | 19,11 m Q      | 19,11  | -      | -      |
| 4    | Allemagne        | Christina Schwanitz           | 19,09 m Q      | -      | 17,97  | 19,09  |
| 5    | Cuba             | Misleydis González            | 18,91 m Q      | 18,42  | 18,91  | -      |
| 6    | Italie           | Chiara Rosa                   | 18,74 m Q (SB) | 18,74  | -      | -      |
| 7    | États-Unis       | Jillian Camarena              | 18,51 m Q (SB) | 18,15  | 18,32  | 18,51  |
| 8    | Cuba             | Mailín Vargas                 | 18,47 m Q      | 18,47  | -      | -      |
| 9    | Russie           | Olga Ivanova                  | 18,46 m Q      | 17,69  | 18,27  | 18,46  |
| 10   | Allemagne        | Denise Hinrichs               | 18,36 m        | 18,36  | 18,27  | -      |
| 11   | Biélorussie      | Yanina Karolchyk-Pravalinskay | 17,79 m        | 17,44  | 17,77  | 17,79  |
| 12   | Roumanie         | Anca Heltne                   | 17,48 m        | 17,48  | -      | 17,4   |
| 13   | Chili            | Natalia Ducó                  | 17,40 m        | 17,24  | -      | 17,4   |
| 14   | États-Unis       | Kristin Heaston               | 17,34 m        | -      | 17,34  | 17,34  |
| 15   | Grèce            | Iríni Terzóglou               | 16,50 m        | 16,08  | 16,14  | 16,5   |
| 16   | Kazakhstan       | Iolanta Ulyeva                | 15,49 m        | 15,49  | -      | 15,06  |
| 17   | Corée du Sud     | Mi-young Lee                  | 15,10 m        | 14,76  | -      | 15,1   |
| 18   | Espagne          | Irache Quintanal              | aucune marque  | -      | -      | -      |

| Rang | Pays              | Athlète               | Distance       | Essais | Essais | Essais |
| ---- | ----------------- | --------------------- | -------------- | ------ | ------ | ------ |
| 1    | Chine             | Lijiao Gong           | 19,46 m Q (PB) | 19,46  | -      | -      |
| 2    | Biélorussie       | Nadzeya Ostapchuk     | 19,08 m Q      | 19,08  | -      | -      |
| 3    | Russie            | Anna Omarova          | 18,74 m Q      | 18,26  | -      | 18,74  |
| 4    | Chine             | Ling Li               | 18,60 m Q      | 18,6   | -      | -      |
| 5    | Allemagne         | Nadine Kleinert       | 18,52 m Q      | 18,52  | -      | -      |
| 6    | États-Unis        | Michelle Carter       | 18,49 m Q      | 18,49  | -      | -      |
| 7    | Trinité-et-Tobago | Cleopatra Borel-Brown | 17,96 m        | 17,96  | 17,32  | 17,57  |
| 8    | Italie            | Assunta Legnante      | 17,76 m        | 16,93  | 17,76  | -      |
| 9    | Cuba              | Yumileidi Cumbá       | 17,60 m        | -      | 17,60  | -      |
| 10   | Nigeria           | Vivian Chukwuemeka    | 17,15 m        | 17,15  | 17,05  | -      |
| 11   | Russie            | Irina Khudoroshkina   | 16,84 m        | 16,46  | 16,84  | 16,78  |
| 12   | Tonga             | Ana Pouhila           | 16,42 m        | 16,21  | 16,42  | 16,35  |
| 13   | Taipei chinois    | Chia-Ying Lin         | 16,32 m        | 16,24  | -      | 16,32  |
| 14   | Singapour         | Guirong Zhang         | 16,23 m        | -      | 16,23  | 16,08  |
| 15   | Géorgie           | Mariam Kevkhishvili   | 15,99 m        | -      | 15,99  | -      |
| 16   | Jamaïque          | Zara Northover        | 15,85 m        | 15,73  | 15,85  | 15,64  |
| 17   | Pologne           | Krystyna Zabawska     | aucune marque  | -      | -      | -      |

## légende
Records et Performances
- AR : Record continental (area record)
- CR : Record des championnats (championship record)
- MR : Record du meeting (meet record)
- NR : Record national (national record)
- OR : Record olympique (olympic record)
- PR : Record paralympique (paralympic record)
- PB : Record personnel (personal best)
- SB : Meilleure performance personnelle de la saison (season's best)
- WL : Meilleure performance mondiale de l'année (world leader)
- WJR : Record du monde junior (world junior record)
- WR : Record du monde (world record)

Circonstances et Conditions
- DNF : N'a pas terminé (did not finish)
- DNS : N'a pas pris le départ (did not start)
- DQ : Disqualification (disqualification)
- NM : Aucun essai valable enregistré (No Mark)
- Q : Qualifié « directement » au prochain tour (ou à la prochaine compétition), lors d'une compétition majeure, grâce au classement ou à la réalisation des minima (automatic qualifier)
- q : Qualifié au prochain tour (ou à la prochaine compétition), lors d'une compétition majeure, grâce au repêchage ou à la réalisation de l'une des meilleures performances parmi celles des « non qualifiés directement » (grâce au meilleur temps ou à la meilleure distance par exemple) (secondary qualifier)